# 内田清輝・グ弍
内田 清輝・グ弍（うちだ きよき ぐに、1990年8月8日 - ）は、日本の映像作家、アニメーター、映画監督。

## 概要
かつては「内田清輝」と名乗っていたが、自身が制作しているアニメーション「グラマーエンジェル 危機弍発」を「グ弍」と縮めて「内田清輝・グ弍」と名乗っている。
2022年から2023年にかけて放送されたテレビ番組『アルピーテイル』（テレビ朝日）では番組内のコントアニメを制作した。
2023年にはぼっちぼろまる「イケてるパーカー」のミュージック・ビデオにて監督を務めアニメーション制作を担当した。

## 人物
妹は声優のナギノエナ。叔父である増山博は、日本ヘラルド映画株式会社 配給・宣伝担当（主な作品は、カサンドラ・クロス、南極物語）。

## 参加作品

### アニメ
- SHARK ONGAESHI ~シャーク・恩返し~（2021年）
- アルピーテイル（2022年9月21日、テレビ朝日、元祖いちごちゃん コントアニメ『鹿せんべい』）
- アルピーテイル（2023年1月11日、テレビ朝日、かもめんたる コントアニメ『I 脳 YOU.』
- シナぷしゅ 番組内アニメ『フランスパンじゃあにい』（2023年12月11日 - 12月15日、テレビ東京）
- シナぷしゅ 番組内アニメ『フランスパンじゃあにい２』（2024年5月13日 - 5月17日、テレビ東京）

### ミュージック・ビデオ
- ステーション♪「ワンダージャパン＠ステーション♪」（2014）
- THE 革命キラ獣「RC ~臓~」（2019）
- ちんばす「いいじゃん」（2023）
- さたぱんP「あーーーーーーーーーー」（2023）
- ぼっちぼろまる「イケてるパーカー」（2023）[4]
- さたぱんP「ヤババイナ feat. 初音ミク・重音テト・ずんだもん」（2024）
- カリスマ「カリスマ・イン・ダ・ハウス」（2024、アニメーション参加）
- カリスマ「カリスマピザパーティー」(2024)

### オリジナルビデオ
- 本当にあった怖い投稿映像（2014）- 編集協力
- 【閲覧注意】放送禁止動画（2014）『撮影現場』- 構成・演出
- 本当にあった呪いの映像〜怨〜（2014）- 構成・演出
- 絶対に怖い動画【投稿】呪霊特集（2014）- 編集協力
- 絶対に怖い動画【投稿】心霊特集（2014）- 編集協力
- 流出心霊動画 2016春版～怨霊・悪意編10本～（2016）- 監督
- 流出心霊動画 2016夏版～呪縛・憎悪編10本～（2016）- 監督
- 流出心霊動画 2016秋　超厳選　34呪（2016）- 監督
- 流出心霊動画 2016秋版〜邪悪・狂気編11本〜（2016）- 監督
- 流出UFO動画 封印された未確認映像10選(2016) - 監督
- 呪霊映像DX 放送できない投稿動画(2016) - 編集協力
- 本当に映った　投稿衝撃動画　怨霊ａｎｄ未知映像編（2016）- 監督
- 放送デキナイ 死ノ動画7（2017）- 監督
- 放送デキナイ 死ノ動画8（2017）- 監督
- 放送デキナイ 死ノ動画9（2017）- 監督
- ノゾキアナ4呪いのビデオ編（2017）- 監督・音楽
- 放送デキナイ 死ノ動画10（2017）- 監督
- 放送デキナイ 死ノ動画11 深刻宣言（2017）- 監督
- 放送デキナイ 呪ワレタ動画5（2018）- ディレクター
- 流出心霊動画 2018春 超厳選33呪 （2018） - ディレクター
- 放送デキナイ 死ノ動画13（2018）- 監督
- 闇裏動画８　超・黒ニ狂ウ（2019）- 監督

### 出演
- 放送禁止 劇場版～密着68日復讐執行人～（2008）